# Cribrospongia
Cribrospongia è un genere di spugne estinte, appartenente agli Sceptrulophora. Visse tra il Giurassico inferiore e il Giurassico superiore (Toarciano - Titoniano, circa 183 - 145 milioni di anni fa), anche se resti di dubbia identità provengono da terreni cretacei (circa 110 - 95 milioni di anni fa); i suoi resti sono stati ritrovati in Europa e in Sudamerica.

## Descrizione
Questa spugna poteva raggiungere grandi dimensioni, e alcuni esemplari raggiungevano i 22 centimetri di diametro. Possedeva una tipica struttura a imbuto. 

## Classificazione
Cribrospongia è il genere eponimo della famiglia Cribrospongidae, all'interno del gruppo Sceptrulophora. Cribrospongia è un genere piuttosto diffuso e noto in vari giacimenti giurassici in Europa (Francia, Germania, Polonia, Portogallo, Romania, Spagna) e in Sudamerica (Argentina). Tra le varie specie si ricordano C. rugata del Giurassico inferiore tedesco, C. reticulata (particolarmente diffusa, Giurassico superiore), C. cucullata (Giurassico superiore dell'Argentina), C. tesselata, C. elegans e C. clathrata (Giurassico superiore europeo). La specie Tremadictyon roemeri, del Triassico, potrebbe appartenere al genere Cribrospongia oppure essere ancestrale ad esso.

## Paleoecologia
Cribrospongia era un animale tipico dei reef, dei mari poco profondi, delle piattaforme carbonatiche o dei bacini lagunari. 